# What's the Frequency, Kenneth?
«What's the Frequency, Kenneth?» es una canción y sencillo del álbum Monster de la banda estadounidense de rock alternativo R.E.M. Fue publicado el 5 de septiembre de 1994 llegando al número 21 en Estados Unidos y al 9 en Reino Unido. Aparece en el disco recopilatorio In Time: The Best of R.E.M. 1988-2003 y en su versión en vivo en el disco R.E.M. Live dado que es una de las canciones más veces tocadas del grupo.
El nombre de la canción, según cuenta Peter Buck en el libro de notas del disco In Time: The Best of R.E.M. 1988-2003, proviene de un incidente que tuvo el periodista estadounidense Dan Rather, cuando fue espontáneamente atacado por un desconocido que gritó: Kenneth, what's the frequency? (Kenneth, ¿cuál es la frecuencia?); aparentemente, creía que se emitían mensajes secretos en la radio y televisión, codificadas a distintas frecuencias.

## Lista de reproducción
Todas las canciones del sencillo fueron escritas por Bill Berry, Peter Buck, Mike Mills y Michael Stipe.

### 12" y CD maxi-single
1. "What's the Frequency, Kenneth?" (radio edit) – 4:00
2. "Monty Got a Raw Deal" (live) – 4:22
3. "Everybody Hurts" (live) – 5:41
4. "Man on the Moon" (live) – 5:22

### 7", sencillo en CD y casete
1. "What's the Frequency, Kenneth?" (album version) – 4:00
2. "What's the Frequency, Kenneth?" (versión instrumental) – 3:59

## Intérpretes
- Mike Mills - bajo
- Bill Berry - batería
- Peter Buck - guitarra
- Michael Stipe - voz